# The Zombies
The Zombies er et engelsk rockband dannet i 1961 i St Albans under ledelse af Rod Argent (piano, keyboards og vokal) og Colin Blunstone (vocal). Gruppen opnåede i USA og Storbritannien hits med bl.a. "She's Not There", "Tell Her No" (1965) og "Time of the Season" (1969).
Gruppens album fra 1968, Odessey and Oracle, der indeholdt 12 sange skrevet af gruppen primære sangskrivere Argent og Chris White, er af Rolling Stone anset som nr. 100 på listen over magasinets liste over de 500 bedste album gennem tiderne.

## Diskografi
- Rock roots (1964)
- The Zombies (1964)
- The ep collection (1964)
- She's not there (1964)
- Odessey and oracle (1967)
- Meet the Zombies (1967)
- New world (2003)
- As far as I can see (2004)
- Live at the Bloomsbury Theatre, London (2005)